# 도시균형발전 프로젝트
도시균형발전 프로젝트는 2006년부터 오세훈 서울특별시장이 낙후지역의 권역별 경쟁력 있는 산업 육성으로 지역 균형 발전, 뉴타운사업 확대 추진을 통한 고품격 주거환경 조성, 상업·업무기능의 균형배치로 권역별 지역 경쟁력 확보, 교육격차 해소를 통한 강북의 교육경쟁력 강화를 목표로 추진 중인 계획이다.

## 추진계획
4대 산업벨트 조성, 뉴타운사업 지속 추진, 권역별 발전 프로젝트, 지역간 교육격차 해소 및 우수인재 양성 지원 등을 중심으로 추진되고 있다.
- 4대 산업벨트 조성

상암DMC 지속 추진, 마곡MRC 개발, 공릉IT·BT기술산업단지 조성, 산업개발진흥지구 지정·운영
- 뉴타운 사업 지속 추진
- 권역별 발전 프로젝트

도심권 도심부활 프로젝트 및 용산 부도심권 개발 연계, 동북권 고용기반 및 중심지기반 강화, 서남권 미래형 산업기반 확보 및 낙후지역 발전, 동남권 시장관리 체계 구축
- 지역간 교육격차 해소 및 우수인재 양성

강북지역 자립형 사립고 설립(하나고등학교), 과학영재학교 설립, 영어체험마을 조성·운영

## 투자수요
2006년부터 2010년까지 5년 간 약 1조 1926억 원이 투자되고, 연도별로 2006년 15억 원, 2007년 3500억 원, 2008년 3092억 원, 2009년 2005억 원, 2010년 3307억 원이다.